# Decilione
| 1 000 000 000 000 000 000 000 000 000 000 000 000 000 000 000 000 000 000 000 000 |           |               |
| Cardinale                                                                         | Cardinale | Decilione     |
| Ordinale                                                                          | Ordinale  | Decilionesimo |

Il decilione è un numero intero esprimibile con 1 seguito da sessanta zeri, cioè 1060, adoperando la scala lunga (cioè un milione alla decima: 1 000 00010). È quindi il numero compreso tra 1 000 000 000 000 000 000 000 000 000 000 000 000 000 000 000 000 000 000 000 000 e 1 000 000 000 000 000 000 000 000 000 000 000 000 000 000 000 000 000 000 000 000.